# 드람 코호몰로지
대수적 위상수학과 미분위상수학에서 드람 코호몰로지(영어: de Rham cohomology)는 매끄러운 다양체의 미분 형식에 대하여 존재하는 코호몰로지로서, 외미분의 제곱이 0인 사실에서 기인한다. 미분 형식을 써 매끄러운 다양체의 위상수학적인 성질들을 효과적으로 표현할 수 있고, 계산에도 효율적이어서 매끄러운 다양체를 다루는 기본적 도구 가운데 하나다.

## 정의
다음이 주어졌다고 하자.
- 매끄러운 다양체 {\displaystyle M}
- 매끄러운 선형 다발 {\displaystyle E\twoheadrightarrow M}

그렇다면, {\displaystyle M} 위의 {\displaystyle E} 값의 미분 형식
{\displaystyle \Omega ^{\bullet }(M;E)=\Gamma \left(E\otimes \bigwedge \mathrm {T} ^{*}M\right)}
을 정의할 수 있다. {\displaystyle E} 위의 선형 다발 접속
{\displaystyle \nabla \colon \Gamma (E)\to \Gamma (E\otimes \mathrm {T} ^{*}M)}
을 고르면, 이로부터 {\displaystyle E} 값의 미분 형식의 외미분
{\displaystyle \mathrm {d} _{\nabla }\colon \Omega ^{\bullet }(M;E)\to \Omega ^{\bullet +1}(M;E)}
을 정의할 수 있다. 그렇다면, {\displaystyle \mathrm {d} _{\nabla }\circ \mathrm {d} _{\nabla }}는 {\displaystyle \nabla }의 곡률에 비례하며, 만약 {\displaystyle \nabla }가 평탄 선형 다발 접속이라면 {\displaystyle \mathrm {d} _{\nabla }\circ \mathrm {d} _{\nabla }=0}이다. 즉, 이 경우 공사슬 복합체
{\displaystyle 0\to \Omega ^{0}(M;E)\,{\overset {\mathrm {d} _{\nabla }}{\to }}\,\Omega ^{1}(M;E)\,{\overset {\mathrm {d} _{\nabla }}{\to }}\,\dotsb \,{\overset {\mathrm {d} _{\nabla }}{\to }}\,\Omega ^{\dim M}(M;E)\to 0}
가 존재한다. 이를 드람 공사슬 복합체(de Rham共사슬複合體, 영어: de Rham cochain complex)라고 하며, 그 코호몰로지
{\displaystyle \operatorname {H} _{\text{dR}}^{i}(M;E)={\frac {\ker(\mathrm {d} _{\nabla }\upharpoonright \Omega ^{i}(M;E))}{\operatorname {im} (\mathrm {d} _{\nabla }\upharpoonright \Omega ^{i-1}(M;E))}}\qquad (i\in \mathbb {N} )}
를 {\displaystyle E} 계수의 드람 코호몰로지(영어: de Rham cohomology with coefficients in {\displaystyle E})라고 한다.
특히, {\displaystyle E=M\times \mathbb {R} }가 자명한 선형 다발 접속을 갖춘 자명한 선형 다발인 경우,  {\displaystyle E} 값의 미분 형식은 단순한 미분 형식이다. 만약 계수 {\displaystyle E}가 명시되지 않았다면, 이 자명한 경우를 뜻한다.
다른 형식의 외미분인 미분 형식을 완전 미분 형식(完全微分形式, 영어: exact differential form)이라고 부르며, 외미분이 0인 형식을 닫힌 미분 형식(닫힌微分形式, 영어: closed differential form)이라고 부른다. 따라서 드람 코호몰로지 {\displaystyle \operatorname {H} _{\text{dR}}^{k}(M;E)}는 {\displaystyle E} 값의 {\displaystyle k}차 닫힌 미분 형식의 공간에서 {\displaystyle E} 값의 {\displaystyle k}차 완전 미분 형식을 더하는 것에 대한 동치류를 취한 상공간이다.

## 성질

### 다른 코호몰로지 이론과의 비교
매끄러운 다양체 {\displaystyle M} 안의 k-특이 사슬 {\displaystyle C}위에 k-형식 {\displaystyle \omega }를 적분할 수 있다. 즉 {\displaystyle \textstyle \int _{C}\omega }가 정의 가능하다.
이는 스토크스 정리에 따라 드람 코호몰로지 {\displaystyle \operatorname {H} _{\text{dR}}^{k}(M)}에서 실수 계수 특이 코호몰로지 {\displaystyle \operatorname {H} ^{k}(M;\mathbb {R} )}으로 가는 사슬 사상을 정의할 수 있다. 드람 정리에 따라 이는 사실 사슬 동형사상이다. 이는 조르주 드 람이 1931년에 증명하였다.
콤팩트 리만 다양체 위에는 호지 이론에 따라 조화 형식의 코호몰로지를 정의할 수 있다. 이 경우 호지 정리(Hodge theorem)에 따라 드람 코호몰로지와 조화 코호몰로지는 동형이다.
또한, 드람 코호몰로지는 (적절히 정의한) 체흐 코호몰로지나 알렉산더-스패니어 코호몰로지(Alexander–Spanier cohomology)와 동형이다.
복소다양체의 경우에는 드람 코호몰로지와 유사한 돌보 코호몰로지를 정의할 수 있다. 돌보 코호몰로지에도 스토크스 정리와 유사한 정리가 성립한다. 켈러 다양체의 경우 돌보 코호몰로지와 드람 코호몰로지는 동형이다.

### 연산과의 호환
임의의 두 매끄러운 벡터 다발 {\displaystyle E,E'\twoheadrightarrow M}이 주어졌을 때, 다음이 성립하며, 이 동형 사상은 표준적이다.
{\displaystyle \operatorname {H} _{\operatorname {dR} }^{\bullet }(M;E\oplus E')\cong \operatorname {H} _{\operatorname {dR} }^{\bullet }(M;E)\oplus \operatorname {H} _{\operatorname {dR} }^{\bullet }(M;E')}
즉, 자명한 벡터 다발과의 텐서곱에 대하여 다음이 성립한다.
{\displaystyle \operatorname {H} _{\operatorname {dR} }^{\bullet }(M;E\otimes \mathbb {R} ^{n})\cong \operatorname {H} _{\operatorname {dR} }^{\bullet }(M;E)\otimes \mathbb {R} ^{n}}
특히, 0차원 벡터 다발 계수의 드람 코호몰로지는 자명군이다.
{\displaystyle \operatorname {H} _{\operatorname {dR} }^{\bullet }(M;0)\cong 0}

## 예
항상 그런 것은 아니지만, 경우에 따라서는 어떤 다양체의 드람 코호몰로지 군을, 몇가지 기본적인 다양체의 드람 코호몰로지 군에 대하 정보와 몇가지 기초적인 정리들, 예를 들면 마이어-피토리스 열 등을 사용하여 계산할 수 있을 때도 있다. 또 한 가지 드람 코호몰로지 군에 대해서 유용한 사실 한 가지는 이것이 호모토피 불변량이라는 사실이다. 몇 가지 기본적인 공간들의 드람 코호몰로지 군의 예를 보자.

### 초구
{\displaystyle n}차원 초구의 코호몰로지 군은
{\displaystyle \operatorname {H} _{dR}^{k}(\mathbb {S} ^{n})\simeq {\begin{cases}\mathbb {R} &{\mbox{if }}k=0,n\\0&{\mbox{if }}k\neq 0,n\end{cases}}}
이다. 한편, 드람 코호몰로지 군은 호모토피 불변량이므로, 따라서 사실은 {\displaystyle \mathbb {I} }가 임의의 선분일 때에,
{\displaystyle \operatorname {H} _{\text{dR}}^{k}(\mathbb {S} ^{n}\times \mathbb {I} ^{m})\simeq {\begin{cases}\mathbb {R} &{\mbox{if }}k=0,n\\0&{\mbox{if }}k\neq 0,n\end{cases}}}
도 성립한다.

### 원환면
{\displaystyle n}차원 원환면의 드람 코호몰로지는 다음과 같다.
{\displaystyle \operatorname {H} _{\text{dR}}^{k}(\mathbb {T} ^{n})\simeq \mathbb {R} ^{\binom {n}{k}}}

### 구멍이 하나 뚫린 유클리드 공간
구멍이 하나 뚫린 유클리드 공간은 {\displaystyle \mathbb {R} ^{n}\setminus \{0\}}를 말한다. 이때에,
| {\displaystyle H_{dR}^{k}(\mathbb {R} ^{n}-\{0\})} | {\displaystyle \simeq {\begin{cases}\mathbb {R} &{\mbox{if }}k=0,n-1\\0&{\mbox{if }}k\neq 0,n-1\end{cases}}} |
|                                                    | {\displaystyle \simeq H_{dR}^{k}(S^{n-1})}                                                                   |

### 뫼비우스의 띠
뫼비우스의 띠 {\displaystyle M}는 원과 호모토피 동치이므로 그 드람 코호몰로지는 다음과 같다.
{\displaystyle \operatorname {H} _{\text{dR}}^{k}(M)\simeq H_{dR}^{k}(S^{1})}

### 0차 성분
간단한 예로, 매끄러운 다양체 {\displaystyle M}이 {\displaystyle n}개의 연결 성분을 지니면, 다음과 같이 계산할 수 있다.
{\displaystyle \operatorname {H} _{\text{dR}}^{0}(M)=\mathbb {R} ^{n}}
즉, 매끄러운 다양체 {\displaystyle M} 위에서 정의된 매끄러운 함수의 기울기가 0이면, 그 함수는 각각의 연결 성분에서 상수 함수다.

## 같이 보기
- 호지 이론
- 올적분
- 층 (수학)